# 加茂美人の湯
加茂七谷温泉 美人の湯（かもななたにおんせん びじんのゆ）は、新潟県加茂市にある日帰り温泉施設。

## 概要
1998年（平成10年）に温泉湧出に成功したことを受けて市が建設し、2002年（平成14年）11月に営業開始した日帰り温泉施設である。
施設はRC造一部鉄骨造2階建てで、館内は打放しコンクリートとサクラの床材、全館床暖房、粟ヶ岳を望むガラス張りの大広間が特徴である。設計は市出身の建築家、川崎清。
2018年（平成30年）には累計入館者が200万人に達するなど多くの集客を得ている一方、源泉の清掃コストなどが嵩んで収支は芳しくなく、2019年（令和元年）に市長に就任した藤田明美は、年間約1億円の赤字が出ている当施設について改革を行う方針を打ち出した。2020年（令和2年）には新型コロナウイルス感染症の流行の影響により、長期休館ののち週末のみの営業形態となった。
その後2021年度からは指定管理者による運営体制となって大幅なリニューアルのうえオープンとなった。この際に名称が「加茂市市民福祉交流センター  加茂美人の湯」から現名称に変更となった。

## 交通
加茂市街から加茂川に沿って東側の山間部、新潟県道244号宮寄上加茂線沿いに位置する。
加茂市営市民バス（かもんバス） 七谷線が当施設を経由しており、バスでの来館者には帰りの無料乗車券が配布される。

### 美人の湯シャトルバス（運行終了）
2021年のリニューアル前までは市役所・加茂駅方面からの無料シャトルバスが運行されていた。この無料シャトルバスは当施設利用者のほか、七谷コミュニティセンターの利用者も乗車可能であった。2019年10月からは買い物の便を図るため、市街地の加茂駅～五番町・栄橋でも、温泉利用者以外の無料乗降が可能となっていた。